# Wereldbeker boogschieten 2016
De elfde editie van de wereldbeker boogschieten werd gehouden van 26 april tot 25 september 2016. Er werden drie wereldbekerwedstrijden gehouden die afgesloten werd met een finale in de individuele nummers en de gemengde competitie. Er was daarnaast ook dit jaar de Olympische Spelen waar de recurveschutters aan deelnamen.

## Finale
De finale werd gehouden in Odense, Denemarken van 24 september tot 25 september 2016.
| M/V                    | Onderdeel                              | Goud                                              | Zilver         | Brons |
| Mannen                 |                                        |                                                   |                |       |
| Recurve - individueel  | Brady Ellison                          | Sjef van den Berg                                 | Ku Bon-chan    |       |
| Compound - individueel | Mike Schloesser                        | Seppie Cilliers                                   | Reo Wilde      |       |
| Vrouwen                |                                        |                                                   |                |       |
| Recurve - individueel  | Ki Bo-bae                              | Choi Mi-sun                                       | Tan Ya-ting    |       |
| Compound - individueel | Marcella Tonioli                       | Sarah Holst Sonnichsen                            | Crystal Gauvin |       |
| Teams                  |                                        |                                                   |                |       |
| Recurve - gemengd      | Zuid-Korea Choi Mi-sun Ku Bon-chan     | Denemarken Maja Jager Johan Weiss                 | -              |       |
| Compound - gemengd     | Denemarken Stephan Hansen Tanja Jensen | Colombia Alejandra Usquiano Camilo Andres Cardona | -              |       |

## Stages

### Stage 1
De eerste stage werd gehouden van 26 april tot 1 mei in Shanghai.
| M/V                    | Onderdeel                                                  | Goud                                                        | Zilver                                                      | Brons |
| Mannen                 |                                                            |                                                             |                                                             |       |
| Recurve - individueel  | Sjef van den Berg                                          | Zach Garrett                                                | Wei Chun-heng                                               |       |
| Recurve - team         | Zuid-Korea Park Seong-cheol Lee Seong-jun Han Jae-yeop     | Nederland Sjef van den Berg Rick van der Ven Mick de Bakker | India Atanu Das Jayanta Talukdar Mangal Singh Champia       |       |
| Compound - individueel | Mike Schloesser                                            | Demir Elmaağaçlı                                            | Michael Brosnan                                             |       |
| Compound - team        | Iran Omid Taheri Majid Gheidi Esmaeil Ebadi                | Verenigde Staten Alex Wifler Steve Anderson Reo Wilde       | Australië Scott Brice Michael Brosnan Justin Olexienko      |       |
| Vrouwen                |                                                            |                                                             |                                                             |       |
| Recurve - individueel  | Ju Hye-bin                                                 | Tan Ya-ting                                                 | Kim Chae-yoon                                               |       |
| Recurve - team         | Chinees Taipei Tan Ya-ting Le Chien-ying Lin Shih-chia     | India Bombayla Devi Laishram Laxmirani Majhi Deepika Kumari | Rusland Toejana Dasjidorzjiëva Inna Stepanova Ksenia Perova |       |
| Compound - individueel | Sara López                                                 | Sarah Holst Sonnichsen                                      | Seol Da-yeong                                               |       |
| Compound - team        | Denemarken Sarah Holst Sonnichsen Tanja Jensen Erika Anear | Rusland Albina Loginova Maria Vinogradova Natalja Avdejeva  | Turkije Yesim Bostan Evrim Saglam Ayse Bera Suzer           |       |
| Teams                  |                                                            |                                                             |                                                             |       |
| Recurve - gemengd      | Verenigde Staten Brady Ellison Khatuna Lorig               | Chinees Taipei Wei Chun-heng Tan Ya-ting                    | India Atanu Das Deepika Kumari                              |       |
| Compound - gemengd     | Frankrijk Amélie Sancenot Sébastien Peineau                | Colombia Sara López Daniel Muñoz                            | Rusland Albina Loginova Viktor Kalasjnikov                  |       |

### Stage 2
De tweede stage werd gehouden van 9 tot 15 mei 2016 in Medellín.
| M/V                    | Onderdeel                                                      | Goud                                                            | Zilver                                                                       | Brons |
| Mannen                 |                                                                |                                                                 |                                                                              |       |
| Recurve - individueel  | Brady Ellison                                                  | Miguel Alvarino Garcia                                          | Ku Bon-chan                                                                  |       |
| Recurve - team         | Zuid-Korea Kim Woojin Ku Bon-chan Lee Seung-yun                | Mexico Oldair Zamora Ernesto Horacio Boardman Juan René Serrano | Spanje Miguel Alvarino Garcia Juan Ignacio Rodríguez Miguel Pifarre Trujillo |       |
| Compound - individueel | Sergio Pagni                                                   | Reo Wilde                                                       | Martin Damsbo                                                                |       |
| Compound - team        | Verenigde Staten Alex Wifler Braden Gellenthien Steve Anderson | Italië Federico Pagnoni Sergio Pagni Michele Nencioni           | Frankrijk Dominique Genet Sébastien Peineau Christophe Doussot               |       |
| Vrouwen                |                                                                |                                                                 |                                                                              |       |
| Recurve - individueel  | Choi Mi-sun                                                    | Wu Jiaxin                                                       | Tan Ya-ting                                                                  |       |
| Recurve - team         | Zuid-Korea Choi Mi-sun Chang Hye-jin Ki Bo-bae                 | China Wu Jiaxin Qi Yuhong Cao Hui                               | Mexico Alejandra Valencia Aida Roman Gabriela Bayardo                        |       |
| Compound - individueel | Sara López                                                     | Crystal Gauvin                                                  | Marcella Tonioli                                                             |       |
| Compound - team        | Colombia Sara López Alejandra Usquiano Aura Maria Bravo        | Verenigde Staten Crystal Gauvin Emily Bee Dahlia Crook          | Italië Marcellia Tonioli Irene Franchini Laura Longo                         |       |
| Teams                  |                                                                |                                                                 |                                                                              |       |
| Recurve - gemengd      | Zuid-Korea Choi Mi-sun Kim Woo-jin                             | Japan Kaori Kawanaka Hideki Kikuchi                             | Chinees Taipei Tan Ya-ting Wei Chun-heng                                     |       |
| Compound - gemengd     | Colombia Sara López Daniel Muñoz                               | Italië Marcella Tonioli Federico Pagnoni                        | Frankrijk Laure De Matos Dominique Genet                                     |       |

### Stage 3
De derde stage werd gehouden van 12 tot 19 juni 2016 in Antalya.
| M/V                    | Onderdeel                                                          | Goud                                                            | Zilver                                                               | Brons |
| Mannen                 |                                                                    |                                                                 |                                                                      |       |
| Recurve - individueel  | Lee Seung-yun                                                      | Ku Bon-chan                                                     | Kim Woo-jin                                                          |       |
| Recurve - team         | Zuid-Korea Kim Woojin Ku Bon-chan Lee Seung-yun                    | Mexico Ernesto Horacio Boardman Oldair Zamora Juan René Serrano | Verenigde Staten Brady Ellison Zach Garrett Jake Kaminski            |       |
| Compound - individueel | Evren Cagiran                                                      | Samet Can Yakali                                                | Domagoj Buden                                                        |       |
| Compound - team        | Verenigde Staten Braden Gellenthien Bridger Deaton Reo Wilde       | Italië Federico Pagnoni Sergio Pagni Michele Nencioni           | Denemarken Stephan Hansen Martin Damsbo Andreas Darum                |       |
| Vrouwen                |                                                                    |                                                                 |                                                                      |       |
| Recurve - individueel  | Choi Mi-sun                                                        | Ksenia Perova                                                   | Tan Ya-ting                                                          |       |
| Recurve - team         | Zuid-Korea Choi Mi-sun Ki Bo-bae Chang Hye-jin                     | Rusland Toejana Dasjidorzjiëva Inna Stepanova Ksenia Perova     | Italië Guendalina Sartori Lucilla Boari Claudia Mandia               |       |
| Compound - individueel | Sara López                                                         | Dahlia Crook                                                    | Yesim Bostan                                                         |       |
| Compound - team        | Rusland Jelizaveta Koroljova Aleksandra Savenkova Natalja Avdejeva | Nederland Inge van Caspel Irina Markovic Martine Couwenberg     | Indonesië Dellie Threesyadinda Triya Resky Andriyani Rona Siska Sari |       |
| Teams                  |                                                                    |                                                                 |                                                                      |       |
| Recurve - gemengd      | Zuid-Korea Choi Mi-sun Ku Bon-chan                                 | India Deepika Kumari Atanu Das                                  | Chinees Taipei Tan Ya-ting Wei Chun-heng                             |       |
| Compound - gemengd     | Colombia Sara López Camilo Andres Cardona                          | Verenigd Koninkrijk Daisy Clark Adam Ravenscroft                | Italië Marcella Tonioli Federico Pagnoni                             |       |

2006 ·
2007 ·
2008 ·
2009 ·
2010 ·
2011 ·
2012 ·
2013 ·
2014 ·
2015 ·
2016 ·
2017 ·
2018 ·
2019 ·
2020 ·
2021 ·
2022 ·
2023 ·
2024